# Hautrage
Hautrage est une section de la ville belge de Saint-Ghislain, située en Région wallonne dans la province de Hainaut.Dès la fin du 15è siècle quelques sœurs de l'abbaye de Cambron à Brugelettes viennent à Hautrage.
C'était une commune à part entière avant la fusion des communes de 1977.
Il existe deux parties dans Hautrage :
- Hautrage-Centre ;
- Hautrage-État (avant la fusion de 1977, une partie de celle-ci dépendait de la commune de Tertre).

## Géographie

### Situation
Hautrage présente une altitude variant de 18 m aux abords de l’autoroute E42 jusqu’à 88 m dans la forêt de Stambruges.
Il est traversé au centre par le canal Nimy-Blaton-Péronnes et au sud par la Haine.
Le village est également desservi au centre par la route N50, qui le traverse d’ouest en est.

## Évolution démographique
- Sources : INS, Rem. : 1831 jusqu'en 1970 = recensements, 1976 = nombre d'habitants au 31 décembre.

## Histoire
Dès la fin du XVe siècle quelques sœurs de l'abbaye de Cambron à Brugelettes viennent à Hautrage. Le couvent d'Hautrage, dont les éléments les plus anciens datent de 1486, est construit grâce à une donation du bailli Jean Hanot en 1506. Le bâtiment actuel est construit en 1545. L'enseignement y est l'une des priorités et l'internat pour jeunes filles y fonctionne dès le 16è siècle et jusque dans les années 1950. Occupé et géré par des sœurs franciscaines jusqu'au décès de la dernière religieuse en 2023, le bâtiment devrait être réaffecté au logement social et aux activités culturelles.
Le sol d'Hautrage a connu, à plusieurs reprises, de sanglantes batailles. Lors de la bataille d'Hautrage qui vit s'opposer, le 17 juillet 1572, les protestants Français aux Espagnols sur le champ de l'Alouette, deux mille deux cents hommes restèrent sur place.
Le moulin Frison d'Hautrage est un moulin à eau qui est situé à la rue Octave Mahieu 42 et doit son nom à la famille qui y a travaillé depuis 1728. Le dernier meunier était Sylvia Letot jusqu'en 1965. Sa construction est de type maison-bloc avec comme matériaux la pierre bleue, les moellons, la pierre de sable, la brique, le bois et le schiste. Il est de trois niveaux. Le mécanisme se compose de 5 parties: la roue motrice, les pignons et engrenages, les meules, la bluterie et le tarare. Pour alimenter le moulin en eau, il a fallu installer des vannes sur les étangs de la Drève royale et sur le ruisseau des Fontaines. Les moulins appartient maintenant pat héritage à la famille Duveiller-Wallon. La nouvelle roue a été installée en 2006. Les dimensions de la roue sont de 3,70m de diamètre et de 1,40m de largeur.
En septembre 1914 et durant la guerre 1940-1945, des soldats allemands et anglais tombèrent non loin d'Hautrage.

## Économie
Le sous-sol d'Hautrage a donné du charbon dès le XIIIe siècle, mais aussi du sable de même que du grès (appelé localement et à tort silex) et des terres plastiques (argiles) pour les entreprises de production de matériaux réfractaires. Une usine de produits réfractaires est toujours active et l'argile est encore exploitée pour la production de ciment blanc à Harmignies

## Personnalités
- Hubert Cordiez, footballeur belge né le 5 décembre 1954 à Hautrage.
- Selim Amallah (footballeur international marocain), ancien joueur du Standard de Liège.

## Peintres à Hautrage

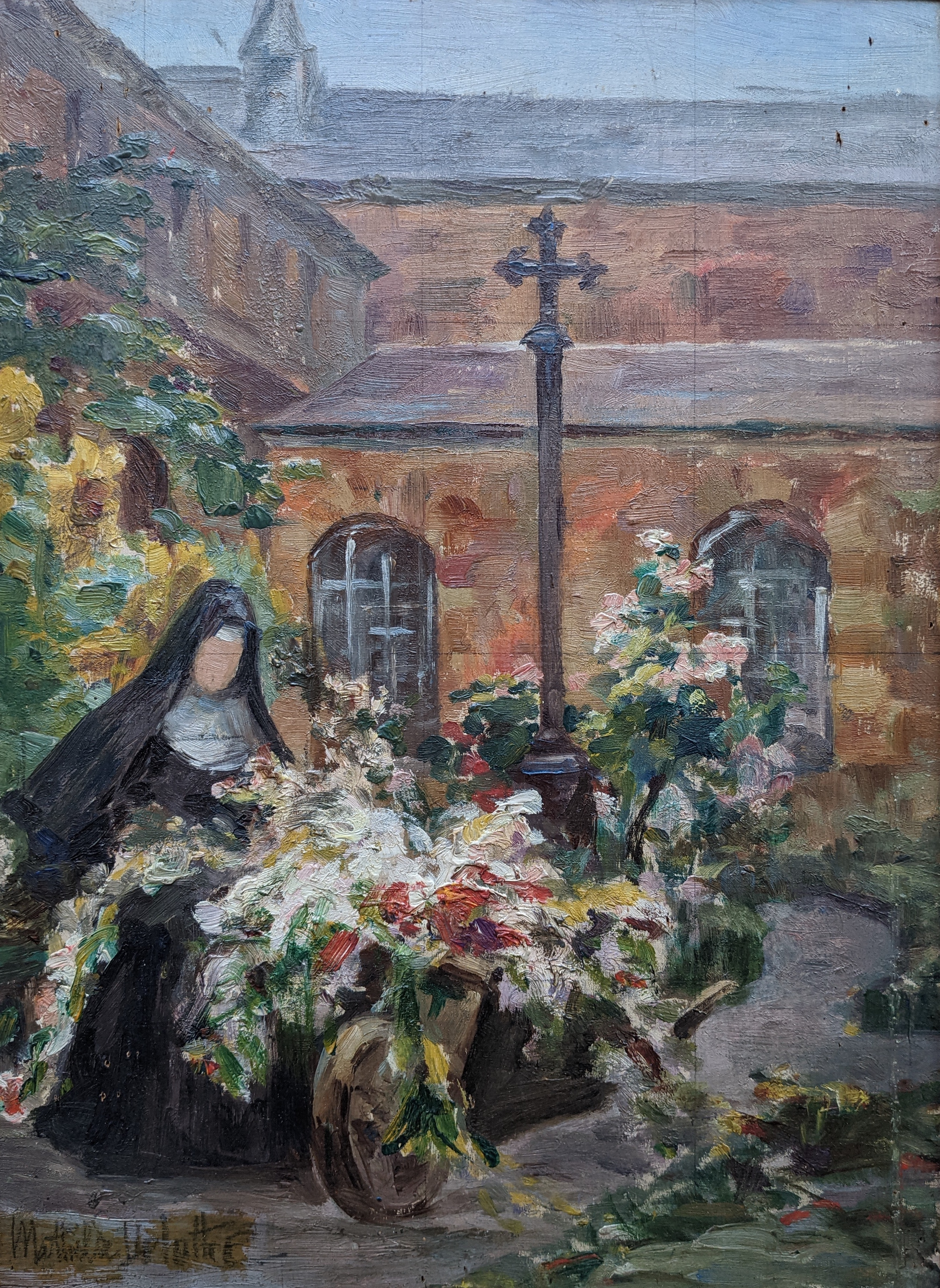
Le couvent d'Hautrage par Mathilde Delattre, travail préparatoire, 1913.